# John Ruskin
John Ruskin, född 8 februari 1819 i Bloomsbury i London, död 20 januari 1900 i Coniston i Cumbria, var en brittisk konstkritiker, ekonomikritiker poet och författare.

## Biografi
John Ruskin innehade en professur i konst vid Oxfords universitet, där han själv var utbildad. Han hade tidigare varit anställd på Working Men's College i London, och det var under denna tid som han antog tidiga socialistiska idéer. Vid Oxford mötte han William Turner, vilken han själv givit berömmelse åt genom sin bok Modern Painters. 
Tillsammans med bland andra Rossetti, Millais och Hunt skapade Ruskin rörelsen prerafaeliterna, som syftade till ett antiindustriellt återtåg till hantverket och de estetiska värden som låg i detta. Hans idéer togs upp och fullföljdes av William Morris. Mot slutet av sitt liv propagerade Ruskin, som var en förmögen man, för att man inte kunde vara socialist och rik på samma gång. Han gav bort stora summor pengar till bland annat olika utbildningsanstalter.

## Böcker på svenska
- Guldflodens konung eller De svarta bröderna: saga från Steinmark (The king of the Golden River) (Joh. Bonnier, 1872)
- Huru vi skola arbeta och hushålla: tankar om nationalekonomiens första grunder (översättning Oscar Heinrich Dumrath, Nordin & Josephson, 1897)
- Hvad vi skola älska och vårda: tankar om naturen och uppfostran (översättning Oscar Heinrich Dumrath, Nordin & Josephson, 1898)
- Hvad vi skola tro och verka för: tankar om religion och moral (översättning Oscar Heinrich Dumrath, Geber, 1899)
- Sesam och liljor: två föreläsningar (Sesame and lilies) (översättning Ernst Lundquist, Seligmann, 1900)
- Hvad Venedigs stenar lära: tankar om arkitekturens förfall (översättning Oscar Heinrich Dumrath, Ferd. Hey'l, 1900)
- Huru vi rätt skola förstå konsten: tankar om konstens betydelse (översättning Oscar Heinrich Dumrath, Geber, 1900)
- Huru vi kunna göra vår lycka eller hindra den: tankar om arbetet och dess välsignelse (Fors clavigera) (översättning Oscar Heinrich Dumrath, Geber, 1903)
- Ebb och flod: hvad tidens ström bringar och bortför (översättning Oscar Heinrich Dumrath, Chelius, 1903)
- Gotikens natur: tankar om arbetes höjande genom konsten (översättning Sophie Forssner, Geber, 1905)
- Kungen över Den gyllene floden (The king of the Golden River or The black brothers) (översättning Sture Larsson, Eklund, 1955)
- "Arkitekturens sju lyktor" ("The seven lamps of architecture") (översättning Erik Wallrup). I tidskriften Pequod, 1993 (4), s. 68-73